# Enrique Morea
Enrique Morea (* 11. April 1924 in Buenos Aires; † 15. März 2017 ebenda) war ein argentinischer Tennisspieler.

## Karriere
Zwischen 1946 und 1966 galt er als bester südamerikanischer Tennisspieler. 1955 zählte er zu den zehn besten Tennisspielern der Welt.
Im Jahr 1946 stand er erstmals im Doppelfinale der internationalen französischen Meisterschaften, die später als French Open ausgetragen wurden. Mit dem US-Amerikaner Pancho Segura mussten sie sich in der letzten Partie den Franzosen Marcel Bernard und Yvon Petra geschlagen geben. Seine größten Erfolge bei Grand-Slam-Turnieren feierte Morea im Mixed-Doppel mit unterschiedlichen Partnerinnen. Im Jahr 1950 gelang ihm in Paris der gemeinsam mit Barbara Scofield der Titel der internationalen französischen Meisterschaften. In Wimbledon stand er mit verschiedenen Partnerinnen 1952, 1953 und 1955 im Finale; bei allen drei Finalen verlor er gegen Doris Hart und ihre jeweiligen Partner.
Auch bei anderen Turnieren konnte er Erfolge feiern. In Barcelona gewann er 1953 mit Vic Seixas die Doppelkonkurrenz. 1954 und 1955 konnte er mit zwei unterschiedlichen Doppelpartnern zweimal in Folge das Turnier in Rom gewinnen.
Im Jahr 1951 gewann er sowohl im Einzel als auch im Doppel an der Seite von Alejo Russell den Titel bei den Panamerikanischen Spielen. Im Mixed gewann er mit Felisa Piedrola de Zappa die Silbermedaille. Vier Jahre später gewann er drei Silbermedaillen.
Ab 1948 trat er für die argentinische Davis-Cup-Mannschaft an. Er konnte 15 seiner 21 Matches gewinnen. Zwischen 1948 und 1958 war er Kapitän der argentinischen Davis-Cup-Mannschaft.
Nach seiner aktiven Karriere war er als Schiedsrichter tätig. Später übernahm Morea Verbandsaufgaben. Er war von 1973 bis 1979 sowie 1997 bis 2014 fünf Amtsperioden lang der Präsident des argentinischen Tennisverbands und wurde 2010 zum Ehrenpräsidenten ernannt. Von 1977 bis 1979 war er zudem Vizepräsident der International Tennis Federation.

## Finalteilnahmen bei Grand-Slam-Turnieren

### Doppel

#### Finalteilnahmen
| Nr. | Jahr          | Turnier                                     | Belag | Doppelpartner | Finalgegner               | Ergebnis      |
| --- | ------------- | ------------------------------------------- | ----- | ------------- | ------------------------- | ------------- |
| 1.  | 28. Juli 1946 | Internationale französische Meisterschaften | Sand  | Pancho Segura | Marcel Bernard Yvon Petra | 4:6, 6:1, 6:4 |

### Mixed

#### Turniersiege
| Nr. | Jahr         | Turnier                                     | Belag | Doppelpartnerin  | Finalgegner                   | Ergebnis |
| --- | ------------ | ------------------------------------------- | ----- | ---------------- | ----------------------------- | -------- |
| 1.  | 4. Juni 1950 | Internationale französische Meisterschaften | Sand  | Barbara Scofield | Pat Canning Todd Bill Talbert | kampflos |

#### Finalteilnahmen
| Nr. | Jahr         | Turnier                     | Belag | Doppelpartnerin | Finalgegner              | Ergebnis      |
| --- | ------------ | --------------------------- | ----- | --------------- | ------------------------ | ------------- |
| 1.  | 4. Juli 1952 | Wimbledon Championships (1) | Rasen | Thelma Long     | Doris Hart Frank Sedgman | 6:4, 3:6, 4:6 |
| 2.  | 3. Juli 1953 | Wimbledon Championships (2) | Rasen | Shirley Fry     | Doris Hart Vic Seixas    | 7:9, 5:7      |
| 3.  | 1. Juli 1955 | Wimbledon Championships (3) | Rasen | Louise Brough   | Doris Hart Vic Seixas    | 6:8, 6:2, 3:6 |